# Copa de la Paz 2009
La Copa de la Paz 2009 o también llamada Peace Cup 2009 fue la cuarta edición de un torneo futbolístico veraniego solidario, la Copa de la Paz. La edición de este año fue la primera que no se disputó en Corea del Sur como se llevaba haciendo desde 2003 cada dos años.

## Diseño de la competición
El torneo comenzó con una fase de grupos compuesta por 4 grupos de 3 equipos cada uno. El líder de cada grupo se enfrentó con el de otro, siendo una ronda de semifinales. De estos dos enfrentamientos surgió la final.

## Obligaciones y premios de los equipos

### Obligación
El contrato que firmaron los equipos que aceptaron la invitación incluye una cláusula que los obligó a jugar con su plantilla titular, impidiendo así que jugasen todos los suplentes o equipos juveniles.

### Premios
| Pos. | Premio       | Equipo            |
| ---- | ------------ | ----------------- |
| 1    | 2 millones € | Aston Villa F. C. |
| 2    | 1 millón €   | Juventus F. C.    |
| 3    | 500.000 €    | Real Madrid C. F. |
| 4    | 500.000 €    | F. C. Porto       |

## Sedes
La sede oficial de 2009 fue Andalucía, aunque también se disputaron partidos en Madrid. Los estadios que albergaron los encuentros fueron:
- Andalucía
  - Estadio Sánchez Pizjuán (Sevilla)
  - Estadio de la Cartuja (Sevilla)
  - Estadio La Rosaleda (Málaga)
  - Estadio de Chapín (Jerez de la Frontera)
  - Estadio Nuevo Colombino (Huelva)

- Comunidad de Madrid
  - Estadio Santiago Bernabéu (Madrid)

## Calendario y resultados
- Todos los horarios de los partidos pertenecen al Horario Europeo de Verano (UTC+2)

### Primera fase

#### Grupo A
| Equipo         | Pts. | PJ | PG | PE | PP | GF | GC | Dif. |
| -------------- | ---- | -- | -- | -- | -- | -- | -- | ---- |
| Juventus       | 6    | 2  | 2  | 0  | 0  | 5  | 1  | +4   |
| Sevilla        | 1    | 2  | 0  | 1  | 1  | 1  | 2  | -1   |
| Seongnam Ilhwa | 1    | 2  | 0  | 1  | 1  | 0  | 3  | -3   |

| 24 de julio de 2009, 22:30 | Sevilla       | 1:2 (0:1) | Juventus                  | Estadio de La Cartuja, Sevilla                                          |                                                                         |
|                            | Squillaci 81' | Reporte   | Amauri 25' · Iaquinta 64' | Asistencia: 15.000 espectadores Árbitro(s): Stefan Johannesson (Suecia) | Asistencia: 15.000 espectadores Árbitro(s): Stefan Johannesson (Suecia) |

| 26 de julio de 2009, 20:30 | Sevilla | 0:0 (0:0) | Seongnam Ilhwa | Estadio Ramón Sánchez Pizjuán, Sevilla                         |                                                                |
|                            |         | Reporte   |                | Asistencia: 3.000 espectadores Árbitro(s): Alon Yefet (Israel) | Asistencia: 3.000 espectadores Árbitro(s): Alon Yefet (Israel) |

| 28 de julio de 2009, 20:30 | Juventus                                    | 3:0 (1:0) | Seongnam Ilhwa | Estadio de Chapín, Jerez de la Frontera                                    |                                                                            |
|                            | Iaquinta 39' · Diego 53' · Legrottaglie 69' | Reporte   |                | Asistencia: 1.000 espectadores Árbitro(s): Manuel Mejuto González (España) | Asistencia: 1.000 espectadores Árbitro(s): Manuel Mejuto González (España) |

#### Grupo B
| Equipo        | Pts. | PJ | PG | PE | PP | GF | GC | Dif. |
| ------------- | ---- | -- | -- | -- | -- | -- | -- | ---- |
| Real Madrid   | 4    | 2  | 1  | 1  | 0  | 5  | 3  | +2   |
| Liga de Quito | 3    | 2  | 1  | 0  | 1  | 5  | 5  | 0    |
| Al-Ittihad    | 1    | 2  | 0  | 1  | 1  | 2  | 4  | -2   |

| 24 de julio de 2009, 20:30 | Liga de Quito                       | 3:1 (2:0) | Al-Ittihad  | Estadio de Chapín, Jerez de la Frontera                                      |                                                                              |
|                            | Reasco 20' · Ambrosi 41' · Graf 73' | Reporte   | Khariri 74' | Asistencia: 500 espectadores Árbitro(s): Eduardo Iturralde González (España) | Asistencia: 500 espectadores Árbitro(s): Eduardo Iturralde González (España) |

| 26 de julio de 2009, 22:30 | Real Madrid | 1:1 (0:0) | Al-Ittihad        | Estadio Santiago Bernabéu, Madrid                                        |                                                                          |
|                            | Raúl 55'    | Reporte   | Aboucherouane 64' | Asistencia: 20.000 espectadores Árbitro(s): Michael Koukoulakis (Grecia) | Asistencia: 20.000 espectadores Árbitro(s): Michael Koukoulakis (Grecia) |

| 28 de julio de 2009, 22:30 | Real Madrid                                                  | 4:2 (0:0) | Liga de Quito | Estadio Santiago Bernabéu, Madrid                                     |                                                                       |
|                            | C. Ronaldo 48' · Granero 53' · Metzelder 72' · Negredo 90+2' | Reporte   | Vera 68', 85' | Asistencia: 30.000 espectadores Árbitro(s): Kevin Blom (Países Bajos) | Asistencia: 30.000 espectadores Árbitro(s): Kevin Blom (Países Bajos) |

#### Grupo C
| Equipo      | Pts. | PJ | PG | PE | PP | GF | GC | Dif. |
| ----------- | ---- | -- | -- | -- | -- | -- | -- | ---- |
| Aston Villa | 3    | 2  | 1  | 0  | 1  | 3  | 2  | +1   |
| Atlante     | 3    | 2  | 1  | 0  | 1  | 4  | 4  | 0    |
| Málaga      | 3    | 2  | 1  | 0  | 1  | 2  | 3  | -1   |

| 25 de julio de 2009, 22:30 | Málaga       | 1:0 (0:0) | Aston Villa | Estadio La Rosaleda, Málaga                                          |                                                                      |
|                            | Fernando 79' | Reporte   |             | Asistencia: 4.000 espectadores Árbitro(s): Kevin Blom (Países Bajos) | Asistencia: 4.000 espectadores Árbitro(s): Kevin Blom (Países Bajos) |

| 27 de julio de 2009, 20:30 | Málaga         | 1:3 (1:1) | Atlante                                           | Estadio La Rosaleda, Málaga                                            |                                                                        |
|                            | J.J. Luque 24' | Reporte   | G. Pereyra 16' · R. Márquez 68' · C. Bermúdez 73' | Asistencia: 2.000 espectadores Árbitro(s): Stefan Johannesson (Suecia) | Asistencia: 2.000 espectadores Árbitro(s): Stefan Johannesson (Suecia) |

| 29 de julio de 2009, 20:30 | Aston Villa                               | 3:1 (1:1) | Atlante           | Estadio La Rosaleda, Málaga                                    |                                                                |
|                            | Albrighton 38' · Carew 48' · A. Young 61' | Reporte   | Davies 19' (a.g.) | Asistencia: 1.000 espectadores Árbitro(s): Alon Yefet (Israel) | Asistencia: 1.000 espectadores Árbitro(s): Alon Yefet (Israel) |

#### Grupo D
| Equipo            | Pts. | PJ | PG | PE | PP | GF | GC | Dif. |
| ----------------- | ---- | -- | -- | -- | -- | -- | -- | ---- |
| Porto             | 4    | 2  | 1  | 1  | 0  | 2  | 0  | +2   |
| Beşiktaş          | 2    | 2  | 0  | 2  | 0  | 1  | 1  | 0    |
| Olympique de Lyon | 1    | 2  | 0  | 1  | 1  | 1  | 3  | -2   |

| 25 de julio de 2009, 21:30 | Olympique de Lyon | 1:1 (0:0) | Beşiktaş  | Estadio Nuevo Colombino, Huelva                                                  |                                                                                  |
|                            | Källström 69'     | Reporte   | Nobre 84' | Asistencia: 300 espectadores Árbitro(s): Manuel Enrique Mejuto González (España) | Asistencia: 300 espectadores Árbitro(s): Manuel Enrique Mejuto González (España) |

| 27 de julio de 2009, 22:30 | Olympique de Lyon | 0:2 (0:1) | Porto        | Estadio Nuevo Colombino, Huelva                                                |                                                                                |
|                            |                   | Reporte   | Hulk 9', 75' | Asistencia: 1.300 espectadores Árbitro(s): Eduardo Iturralde González (España) | Asistencia: 1.300 espectadores Árbitro(s): Eduardo Iturralde González (España) |

| 29 de julio de 2009, 22:30 | Beşiktaş | 0:0     | Porto | Estadio Ramón Sánchez Pizjuán, Sevilla                                |                                                                       |
|                            |          | Reporte |       | Asistencia: 500 espectadores Árbitro(s): Michael Koukoulakis (Grecia) | Asistencia: 500 espectadores Árbitro(s): Michael Koukoulakis (Grecia) |

### Segunda fase
|  | Semifinales | Semifinales |       |  | Final       | Final |  |
|  |             |             |       |  |             |       |  |
|  | 31 de julio |             |       |  |             |       |  |
|  | Aston Villa | 2           |       |  |             |       |  |
|  | Porto       | 1           |       |  |             |       |  |
|  |             |             |       |  |             |       |  |
|  |             |             |       |  | 2 de agosto |       |  |
|  |             |             |       |  | Aston Villa | 0 (4) |  |
|  |             | Juventus    | 0 (3) |  |             |       |  |
|  |             |             |       |  |             |       |  |
|  |             |             |       |  |             |       |  |
|  |             |             |       |  |             |       |  |
|  | 31 de julio |             |       |  |             |       |  |
|  | Juventus    | 2           |       |  |             |       |  |
|  | Real Madrid | 1           |       |  |             |       |  |

#### Semifinales
| 31 de julio de 2009, 20:00 | Aston Villa              | 2:1 (2:0) | Porto    | Estadio La Rosaleda, Málaga                                             |                                                                         |
|                            | Heskey 14' · Sidwell 37' | Reporte   | Hulk 90' | Asistencia: 1.300 espectadores Árbitro(s): Michael Koukoulakis (Grecia) | Asistencia: 1.300 espectadores Árbitro(s): Michael Koukoulakis (Grecia) |

| 31 de julio de 2009, 22:30 | Juventus                        | 2:1 (1:1) | Real Madrid    | Estadio Ramón Sánchez Pizjuán, Sevilla                                                                                              | |
|                            | Cannavaro 3' · Salihamidžić 49' | Reporte   | C. Ronaldo 40' | Asistencia: 30.000 espectadores Árbitro(s): Stefan Johannesson (Suecia), el primer tiempo y Alon Yefet (Israel), el segundo tiempo. | Asistencia: 30.000 espectadores Árbitro(s): Stefan Johannesson (Suecia), el primer tiempo y Alon Yefet (Israel), el segundo tiempo. |

#### Final
| 2 de agosto de 2009 | Aston Villa                                       | 0:0 (0:0, 0:0) (t. s.)(4:3 p.) | Juventus                                                               | Estadio Olímpico de La Cartuja, Sevilla                              |                                                                      |
|                     |                                                   | Reporte                        |                                                                        | Asistencia: 10.000 espectadores Árbitro(s): Kevin Blom (Países Bajos | Asistencia: 10.000 espectadores Árbitro(s): Kevin Blom (Países Bajos |
|                     |                                                   | Tiros desde el punto penal     |                                                                        |                                                                      |                                                                      |
|                     | Bannan · Sidwell · Lowry · Young · Herd · Cuéllar |                                | Iaquinta · Trezeguet · Amauri · Felipe Melo · Del Piero · Legrottaglie |                                                                      |                                                                      |

| Bandera de Inglaterra         |
| Campeón Aston Villa 1° título |

## Teledifusión
Los derechos televisivos de esta competición pertenecieron a Mediapro y se los vendió a La Sexta.
El grafismo fue proporcionado por la empresa WTVISION.
Los derechos televisivos de la Copa de la Paz 2009 en toda América son de ESPN Latinoamérica e ESPN Brasil.
En Ecuador el torneo fue transmitido por Teleamazonas.